# Görel Kristina Näslund
Görel Kristina Näslund (nacida en 1940 en los alrededores de Umeå) es una pomóloga, autora sueca de libros para niños, escritora, periodista, psicóloga y doctora en medicina.

## Trayectoria
Görel Kristina Näslund nacida en 1940, creció en un pequeño pueblo a las afueras de Umeå y vivió en los años 70 en la zona residencial "Danviksklippan" de Estocolmo. 
Defendió su disertación en 1996 en el Karolinska Institutet. 
Näslund fue durante muchos años escritora colaboradora en la revista "Vi". 
Ha escrito varios libros de no ficción sobre psicología, pomología, alimentación y salud. 
También ha publicado muchos libros para niños y fue galardonada con el premio de cultura del municipio de Sigtuna en 2010. 
También escribe para la asociación "Pomological Society" de Suecia, en su revista miembro "Pomologen". 
Näslund fue uno de los fundadores de "Nafia".

## Publicaciones seleccionadas
- «Mat för en: veckomatsedlar och lätta recept på god, näringsriktig mat för en» - Comida para uno: menús semanales y recetas fáciles para una comida buena y nutritiva para uno, dibujos: Lars Lidman, 1975.
- «Laga äta ute med Gösta Frohm» - Cocinero comiendo con Gösta Frohm, 1975.
- «Vår sköna gröna mat» - Nuestra hermosa comida verde, ilustrada por Lasse Frick, 1977.
- «Vakta på vikten: nya matvanor - lägre vikt» - Custodiando el peso: nuevos hábitos alimentarios - menor peso, dibujos: Mati Lepp, 1979.
- «Variera med potatis» - Variar con patatas, 1981.
- «Vår svampbok med Pelle Holmberg» - Nuestro libro esponja con Pelle Holmberg, 1982.
- «Trollsmör och trattkantarell: svampbok för barn» - Mantequilla mágica y rebozuelos en embudo: libro de setas para niños, il. Lars Klinting, 1984.
- «Äppelboken» - Libro de La Manzana, dibujos: Han Weltman e Ingrid af Sandeberg; fotos: Rolf Adlercreutz, 1985.
- «Humor i psykoterapi, examensarbete» - El humor en psicoterapia, proyecto de grado, 1986.
- «Pomonas äppelbok» - Pomona, El libro de las manzanas, ilustradora: Gunilla Hansson, 1986.
- «Pomonas rosenbok» - Pomona, El libro de las rosas, ilustradora: Gunilla Hansson, 1988.
- «Anton i trädgårdslandet» - Antón en la tierra de los jardines, dibujos de Lars Klinting, 1988.
- «Sommarlovsboken» - El libro de las vacaciones de verano, ilustrado por Gunilla Kvarnström, 1990.
- «Skratta och må bra: en bok om humor och glädje» - Ríete y siéntete bien: un libro sobre el humor y la alegría, ilustradora: Gunilla Dahlgren, 1990.
- «Bubbel och skratt: rim och ramsor för de riktigt små» - Burbuja y risa: rimas y rimas para los más pequeños, fotografías de Charlotte Ramel, 1992.
- «Diddel daddel min farbror Blå och andra ramsor» - Diddel daddel mi tío Blå y otras rimas, fotografías de Charlotte Ramel, 1994.
- «Vår första svampbok: trollsmör och trattkantarell» - Nuestro primer libro de hongos: mantequilla troll y funnel chanterelle, ilustrado por Andréa Räder, 1994 (Basado en forf: s: "Trollsmör och funnel chanterelle").
- «Julboken» - El libro de las navidades, ilustrado por Andréa Räder, 1995 (nueva edición salió en 2005).
- «Uti vår hage: dikter året om» - En nuestro jardín: poemas todo el año, ilustrado por Andréa Räder, 1995.
- «Kisse katt Misse katt: rim och ramsor med Peter Varhely» - Pussy cat Miss cat: rimas y rimas con Peter Varhely, 1995.
- «Hälsopraktika : för dig som är mitt i livet » - Práctica de salud: para ti que estás en la mitad de la vida, 1997.
- «Borderline, personlighetsstörning: uppkomst, symptom, behandling och prognos» - Trastorno límite de la personalidad: inicio, síntomas, tratamiento y pronóstico, 1998.[2]
- «Det goda skrattet: en bok om humor och hälsa» - La buena risa: un libro sobre humor y salud, dibujos: Juraj Cajchan 1999 (Basado en forf :s: Reír y sentirte bien).
- «Äppelbok» - Libro de las manzanas, 2000.
- «Lilla äppelboken» - Pequeño libro de las manzanas, 2002.
- «100 älskade äpplen 2002» - 100 amadas manzanas en 2002, ilustrado por Ingrid af Sandeberg. El libro describe 100 variedades diferentes de manzanas y para cada manzana hay una imagen.
- «Det goda skrattet» - La buena risa, 2002.
- «Lär känna psykopaten» - Conoce al psicópata, 2004.
- «Lilla vinterboken» - Pequeño libro de invierno, 2005.
- «Vem var det där? En bok om ansiktsblindhet» - ¿Quien era ese? Un libro sobre la ceguera facial, 2006.
- «Tankar om glädje och vardagslycka » - Reflexiones sobre la alegría y la felicidad cotidiana, 2009.
- «Svenska äpplen» - Manzanas suecas, 2010.
- «Kom till skott - Hur du slutar att prokrastinera, får allting gjort, blir älskad av alla och har tid att gå på bio» - Que te disparen - Cómo dejar de procrastinar, hacer todo, ser amado por todos y tener tiempo para ir al cine, 2014.
- «Konsten att sköta ett äppelträd» - El arte de cuidar un manzano, 2015.[3]